# أنطونيو كوينتيرو
أنطونيو كوينتيرو هو دراج كوبي، ولد في 20 سبتمبر 1961 في هافانا في كوبا.

## وصلات خارجية
- أنطونيو كوينتيرو على موقع أرشيف الدراجات (الإنجليزية)
- أنطونيو كوينتيرو على موقع إحصائيات الدراجات الإحترافية (الإنجليزية)
- أنطونيو كوينتيرو على موقع أوليمبيديا (الإنجليزية)